# Boscos pluvials montans de Borneo
Els boscos montans equatorials de Borneo, també coneguts com els boscos montans de pluja de Borneo, són boscos equatorials muntanyencs que ocupen parts del centre i del nord-est de Borneo amb una altitud de més de 1000 m. La zona es troba en una regió coneguda com el Cor de Borneo, però també inclou una petita part dels boscos planers.

## Clima
El clima és significativament més fred que les planes, i les temperatures augmenten uniformement a mesura que augmenta l'altitud. En els llocs entre els 1000 i els 1800 metres, les temperatures se situen entre els 22 i els 27 graus C, i els més de 2500 metres, les temperatures anuals baixen fins als 12 - 14 graus C, amb les amplituds de temperatura durant el dia cada cop molt més significatives.

## Característiques
Tot i que els boscos de muntanya tenen una gran biodiversitat, el nombre d'espècies d'organismes és significativament menor que els boscos planers. La vegetació és menys pronunciada i els arbres més baixos. En canvi, aquests boscos tenen un sotabosc molt més dens i variat.

## Flora

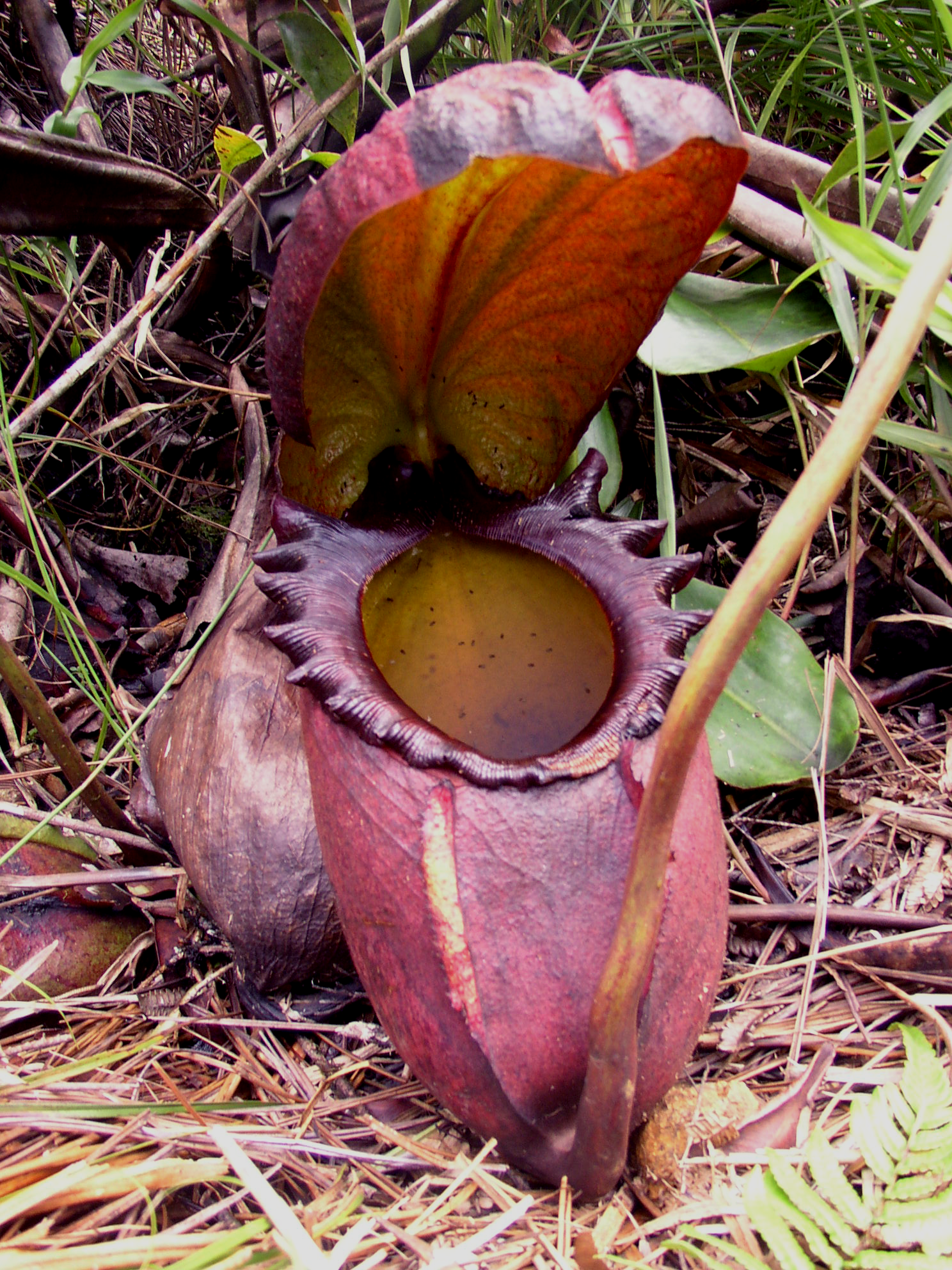
Nepenthes rajah.

Els boscos de muntanya de Borneo es caracteritzen per un món vegetal ric i divers. Està dominada per espècies vegetals indonèsies, però també hi ha moltes plantes típiques australianes i de Nova Guinea. Aquesta part de Borneo és la llar d'un gran nombre d'endemismes. Són especialment destacables les plantes depredadores Nepentes i les orquídies, moltes de les quals només es troben aquí.

## Fauna
La fauna dels boscos de muntanya és extremadament rica en espècies, tot i que el seu nombre és menor que en boscos plans. Hi viuen prop de 300 espècies d'aus, moltes d'elles endèmiques. Entre els mamífers hi ha diversos tipus de micos, tsvetovi i altres. Aquí hi viuen representants rars de la megafauna, com el rinoceront de Sumatra i l'elefant borneià. Els orangutans de Borneo es troben també a les parts baixes de la zona, però habiten majoritàriament a tots els boscos planers.

## Amenaces i conservació
Les terres de Kalimantan són inaccessibles, per tant, més del 90% de l'hàbitat original roman encara intacte, fins i tot els incendis forestals del 1997-1998 van danyar greument només les selves pluvials baixes de Borneo. Al voltant del 25% del territori es troba en zones protegides, incloent un lloc molt gran al parc nacional de Kayan Mentarang, que acull comunitats indígenes, però està amenaçat per la tala comercial i la construcció de carreteres. Aquest parc i d'altres, com ara Betung Kerihun, són refugis importants per a la vida salvatge, els hàbitats baixos dels quals estan disminuint anualment.